# مرجان آبسنگ‌ساز
مرجان آبسنگ‌ساز (انگلیسی: Hermatypic coral) به آن دسته از مرجان‌های سنگی گفته می‌شود که به‌وسیله ته‌نشین کردن مواد آهکی برای اسکلت‌های خود، آب‌سنگ می‌سازند.
به مرجان‌هایی که در ساخت آب‌سنگ‌ها نقشی ندارند، غیرآب‌سنگ‌ساز (ahermatypic) می‌گویند.
بسیاری از مرجان‌های آبسنگ‌ساز با آغازی‌هایی به نام زردک‌های جاندار (زوزانتلا) هم‌زیستی دارند که در برآوردن نیازهای تغذیه‌ای به این مرجان‌ها کمک می‌کنند.